# Communauté de communes de la Vallée de l’Oise et des Impressionnistes
Die Communauté de communes de la Vallée de l’Oise et des Impressionnistes ist ein ehemaliger französischer Gemeindeverband mit der Rechtsform einer Communauté de communes im Département Val-d’Oise in der Region Île-de-France. Sie wurde am 25. November 2004 gegründet und umfasste sechs Gemeinden. Der Verwaltungssitz befand sich im Ort Méry-sur-Oise.
Mit Wirkung vom 1. Januar 2016 wurde der Gemeindeverband aufgelöst. Die Gemeinden schlossen sich verschiedenen anderen Gemeindeverbänden an:
- Auvers-sur-Oise, Butry-sur-Oise und Valmondois wechselten in die Communauté de communes Sausseron Impressionnistes
- Mériel und Méry-sur-Oise wechselten in die Communauté de communes de la Vallée de l’Oise et des Trois Forêts
- Frépillon wechselte in die Communauté de communes Val Parisis

## Ehemalige Mitgliedsgemeinden
1. Auvers-sur-Oise
2. Butry-sur-Oise
3. Frépillon
4. Mériel
5. Méry-sur-Oise
6. Valmondois